# Mestersvig
Mestersvig er en lille militær forlægning med flyveplads ved Kong Oscars fjord ved Scoresbysund ca. 200 km nord for Ittoqqortoormiit i Grønland. Lufthavnen er anlagt på Tunnelelvens flade delta. Flyvepladsen (ICAO: BGMV) er 1.800 meter med grus og international kode
Fra 1956-1963 var der en bly-zinkmine i Mestersvig. Malmen blev brudt underjordisk i fjeldet Blyklippen. Mineaffaldet blev udledt på fjeldsiden, hvor det meste gled ned i Tunnelelven, der løber ud i Kong Oscars Fjord. Det metalholdige malm blev kørt ca. 10 km ad en vej til Nyhavn, hvor det blev lastet. Danmarks Miljøundersøgelser har siden 1979 overvåget miljøet i området.
Mestersvig er den sydligste af de fire permanent bemandede stationer i Grønlands Nationalpark, der skal være med til at håndhæve dansk suverænitet via Sirius-patruljen. I Mestersvig opretholder forsvaret i form af Arktisk Kommando en vagt, der bl.a. fører tilsyn med området samt støtter slædepatruljen Sirius, og yder bistand til videnskabelige aktiviteter.
De andre stationer er Daneborg, Danmarkshavn og Station Nord.
Mestersvig (et ord) er navnet på det sted hvor blymine, mineby og lufthavn findes, mens Mesters Vig (to ord) er navnet på en bugt ca. 12 km sydøst for Mestersvig.